# Gonioscelis iota
Gonioscelis iota là một loài ruồi trong họ Asilidae. Gonioscelis iota được Londt miêu tả năm 2004. Loài này phân bố ở vùng nhiệt đới châu Phi.